# بين ستيفنز (سياسي)
بين ستيفنز (بالإنجليزية: Ben Stevens)‏ هو سياسي أمريكي، ولد في 18 مارس 1959. حزبياً، نشط في الحزب الجمهوري. وقد انتخب عضو مجلس ولاية ألاسكا.